# Ymer (Milchprodukt)

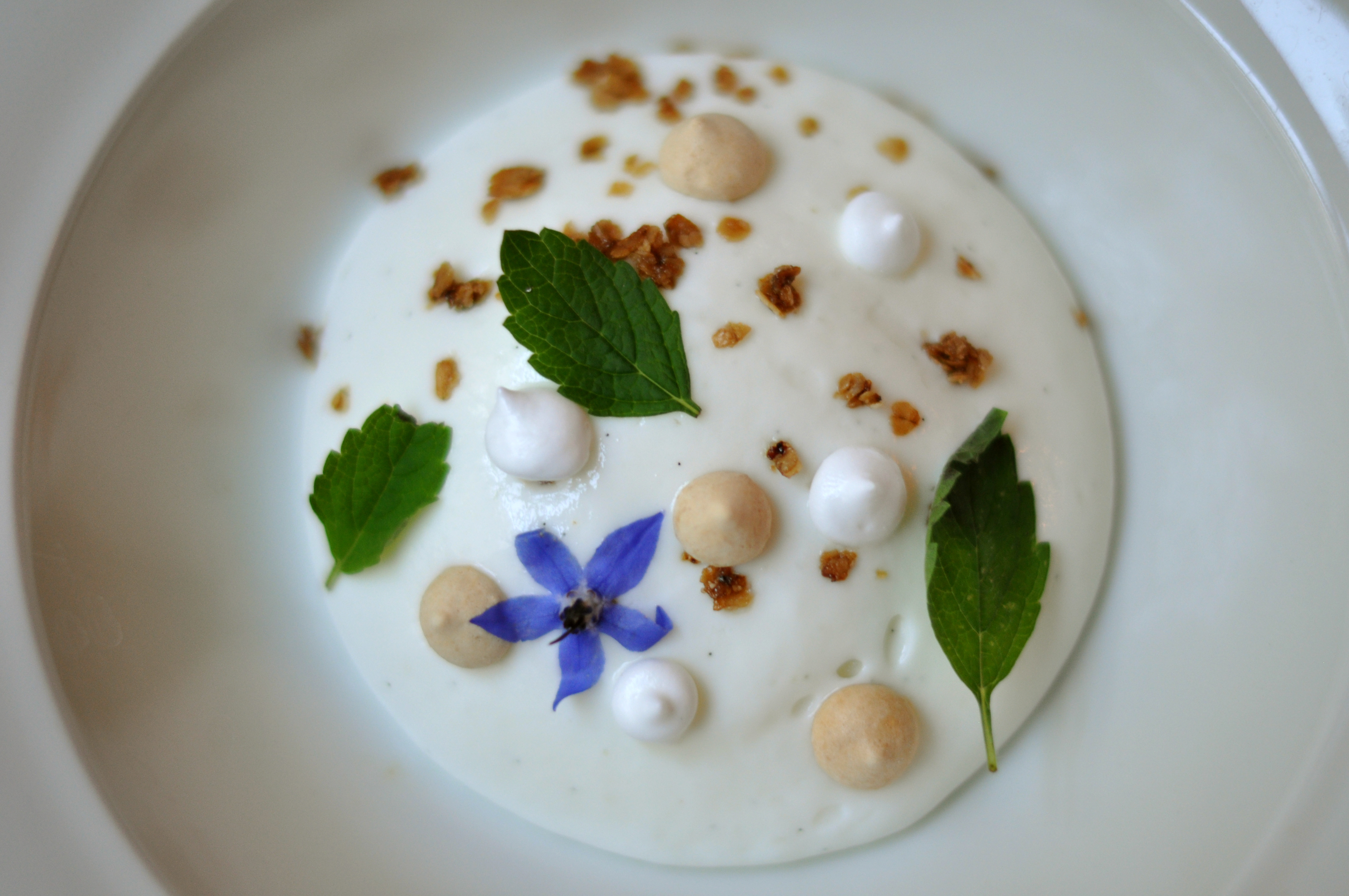
Ymer-Mousse mit Sauerampferparfait, Haferflocken und Baiser

Ymer ist ein dänisches, joghurtähnliches Sauermilchprodukt, das es in Dänemark seit etwa 1930 gibt. Wie Joghurt entsteht es durch die Zugabe von Milchsäurebakterien, vor allem der Art Lactococcus lactis, enthält aber mehr Proteine. Der so entstandenen Sauermilch wird dann Molke entzogen, was den Trockenmassegehalt auf 15–17 % erhöht. Abschließend wird der Ymer mittels glatter Zylinder gemahlen, was ihm seine spezielle cremige Struktur verleiht. Dem Ymer verwandt sind die in Schweden hergestellte Filmjölk sowie die finnische Viili.
Nach der traditionellen Methode wird pasteurisierte Magermilch mit mesophilen Starterkulturen bei Temperaturen von 20 bis 25 °C bis zur Koagulation bebrütet. Anschließend wird schonend gerührt und erwärmt und die austretende Molke entfernt. Durch Zugabe von homogenisiertem Rahm wird der Fettgehalt des Ymer eingestellt.
In Dänemark essen viele Ymer mit gezuckerten Schwarzbrotkrümeln, den Ymerdrys.
Seinen Namen erhielt das Sauermilcherzeugnis von dem Eisriesen Ýmir aus der nordischen Mythologie, der sich von der Milch der Urkuh Auðhumbla ernährte.